# アバディーン・アンガス (カクテル)
アバディーン・アンガス（英：Aberdeen Angus）は、スコッチ・ウイスキーをベースとするカクテル。このカクテルはロングドリンクに分類される。

## 概要
スコットランドの肉用牛アバディーン・アンガスの名を冠するカクテルである。

## 標準的なレシピ
- スコッチ・ウイスキー - 60ml
- ドランブイ - 30ml
- レモンジュースまたはライムジュース - 30ml
- 蜂蜜 - 15ml。

### 作り方
1. アイリッシュグラスに氷を入れずにスコッチ・ウイスキー、蜂蜜およびレモンジュース（もしくはライムジュース）を入れ、よく混ぜる。
2. ドランブイをレードルに入れ、弱火で熱する。
3. 火がついたら、燃えたままグラスに入れてステアする。